# Selim Gündüz
Selim Günüdz (Siegen, 16 maggio 1994) è un calciatore tedesco, centrocampista del Türkspor Dortmund.

## Caratteristiche tecniche
È un esterno destro.

## Carriera

### Club
Cresciuto nel settore giovanile del Bochum, ha esordito in prima squadra il 2 agosto 2014 in occasione del match di 2. Bundesliga pareggiato 1-1 contro la Greuther Fürth.
Il 31 agosto 2018 è stato acquistato dal Darmstadt.